# Бобо-Діуласо
Бобо-Діуласо — місто в Буркіна Фасо (Західна Африка). За даними на 2013 рік населення складало 555 128 чоловік. Друге за населенням у країні. Адміністративний центр провінції Уе в області Верхні Басейни.

## Географія
Недалеко від міста бере початок річка Чорна Вольта (Мухун)

### Клімат
Місто знаходиться у зоні, котра характеризується кліматом тропічних саван. Найтепліший місяць — квітень із середньою температурою 31.1 °C (88 °F). Найхолодніший місяць — серпень, із середньою температурою 25 °С (77 °F).
| Клімат Бобо-Діуласо     | Клімат Бобо-Діуласо | Клімат Бобо-Діуласо | Клімат Бобо-Діуласо | Клімат Бобо-Діуласо | Клімат Бобо-Діуласо | Клімат Бобо-Діуласо | Клімат Бобо-Діуласо | Клімат Бобо-Діуласо | Клімат Бобо-Діуласо | Клімат Бобо-Діуласо | Клімат Бобо-Діуласо | Клімат Бобо-Діуласо | Клімат Бобо-Діуласо |
| Показник                | Січ.                | Лют.                | Бер.                | Квіт.               | Трав.               | Черв.               | Лип.                | Серп.               | Вер.                | Жовт.               | Лист.               | Груд.               | Рік                 |
| Абсолютний максимум, °C | 39                  | 38                  | 40                  | 43                  | 39                  | 37                  | 37                  | 38                  | 37                  | 38                  | 37                  | 36                  | 43                  |
| Середній максимум, °C   | 31                  | 33                  | 35                  | 35                  | 33                  | 30                  | 28                  | 28                  | 29                  | 32                  | 32                  | 31                  | 31                  |
| Середня температура, °C | 25                  | 28                  | 30                  | 31                  | 29                  | 27                  | 25                  | 25                  | 25                  | 27                  | 27                  | 25                  | 27                  |
| Середній мінімум, °C    | 20                  | 22                  | 25                  | 26                  | 25                  | 22                  | 22                  | 21                  | 21                  | 22                  | 21                  | 20                  | 22                  |
| Абсолютний мінімум, °C  | 12                  | 11                  | 17                  | 19                  | 18                  | 17                  | 17                  | 18                  | 17                  | 18                  | 16                  | 9                   | 9                   |
| Норма опадів, мм        | 1                   | 3                   | 17                  | 47                  | 109                 | 131                 | 214                 | 297                 | 191                 | 67                  | 11                  | 2                   | 1088                |
| Днів з опадами          | 1                   | 1                   | 3                   | 3                   | 6                   | 8                   | 10                  | 14                  | 10                  | 4                   | 2                   | 1                   | 63                  |
| Днів з дощем            | 1                   | 1                   | 3                   | 3                   | 6                   | 8                   | 10                  | 14                  | 10                  | 4                   | 2                   | 1                   | 63                  |
| ----------------------- | ------------------- | ------------------- | ------------------- | ------------------- | ------------------- | ------------------- | ------------------- | ------------------- | ------------------- | ------------------- | ------------------- | ------------------- | ------------------- |
| Джерело: Weatherbase    |                     |                     |                     |                     |                     |                     |                     |                     |                     |                     |                     |                     |                     |

## Економіка
Транспортний вузол. Залізничне сполучення з портом Абіджан (узбережжя Гвінейської затоки) та Уагадугу (головне місто Буркіна Фасо). Міжнародний аеропорт.
Торговельний центр. Виробництво олії і мила.
У місті розташований Політехнічний університет.

## Населення за роками
- 1956 — 43500 осіб
- 1985 — 228668 осіб
- 1996 — 309771 осіб
- 2005 — 390768 осіб
- 2006 — 435543 осіб
- 2013 — 555128 осіб